# Amblyiulus aphroditae
Amblyiulus aphroditae är en mångfotingart som först beskrevs av Carl Graf Attems 1902.  Amblyiulus aphroditae ingår i släktet Amblyiulus och familjen kejsardubbelfotingar. Inga underarter finns listade i Catalogue of Life.